# Búnquer de l'Alzina del Miqueló
El Búnquer de l'Alzina del Miqueló és una construcció del municipi de Conca de Dalt (Pallars Jussà) inclosa a l'Inventari del Patrimoni Arquitectònic de Catalunya.

## Descripció
Construcció defensiva de planta circular, amb un sol espai interior. Feta amb formigó armat i blocs de pedra, blindada, d'acord amb la seva funció.
Actualment s'utilitza com a magatzem.

## Història
Construït durant el temps que va estar en actiu el Frot de Pallars (Abril - Desembre 1938).